# Herlindis di Maaseik
Herlindis di Maaseik (VIII secolo – 745 circa) è stata una badessa belga, venerata come santa dalla Chiesa cattolica.

## Biografia

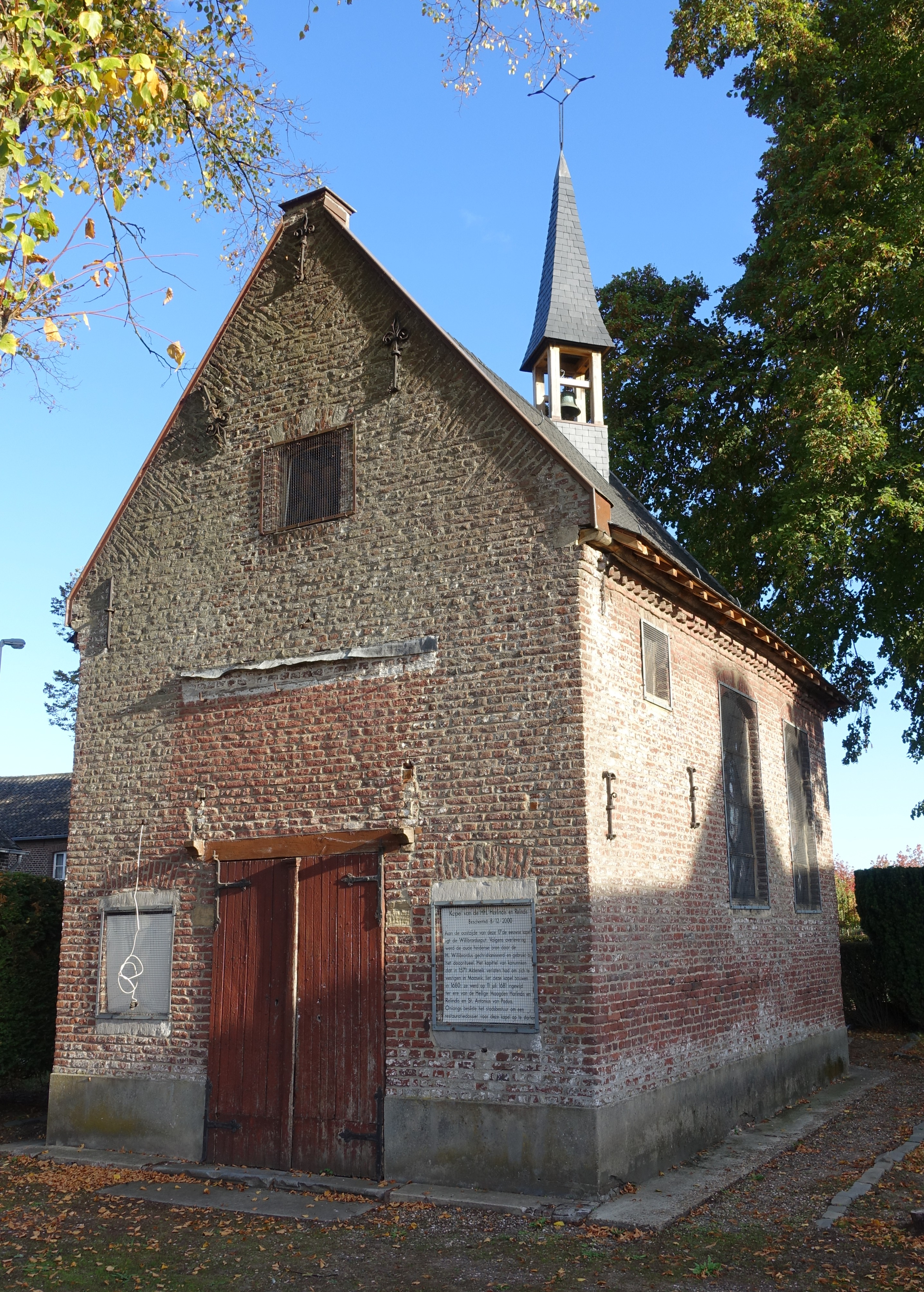
Cappella dedicata ad Herlindis e Relindis ad Aldeneik

Herlindis, o Harlindis, era figlia di un conte di nome Adelardo e di sua moglie Grinuara, e aveva una sorella, Relindis (o Renula, anch'essa santa e commemorata il 6 febbraio); era amica dei santi Villibrordo e Bonifacio.
Per la loro educazione, inizialmente i genitori assunsero un tutore, ma decisero in seguito di inviarle in un monastero a Valenciennes dove, oltre a studiare materie sacre e altre nozioni pratiche, impararono anche a scrivere e a dipingere. 
Entrambe le sorelle desideravano darsi alla vita religiosa, quindi i genitori costruirono loro, su un terreno di loro proprietà ad Aldeneik (un sobborgo di Maaseik, sulle sponde della Mosa), il monastero di Eyck intorno al 730; secondo la vita delle due sante, esse si svegliavano ogni mattina per trasportare sabbia e immense pietre al cantiere, così che il monastero venne terminato in brevissimo tempo. Herlindis divenne badessa del monastero (secondo la vita, consacrata dagli stessi Bonifacio e Villibrordo), e morì per cause naturali intorno al 745. Fu seguita nel suo ruolo dalla sorella, che morì circa cinque anni più tardi.

## Culto
Il culto delle due sorelle cominciò pressoché subito dopo la loro morte. Le loro reliquie vennero fatte traslare dalla nuova badessa, Ava, in una nuova chiesa ad Aldeneik il 22 marzo 1860, cosa che accelerò la scrittura della loro vita (anonima, scritta attorno all'880 e per la maggior parte, se non del tutto, probabilmente inventata.

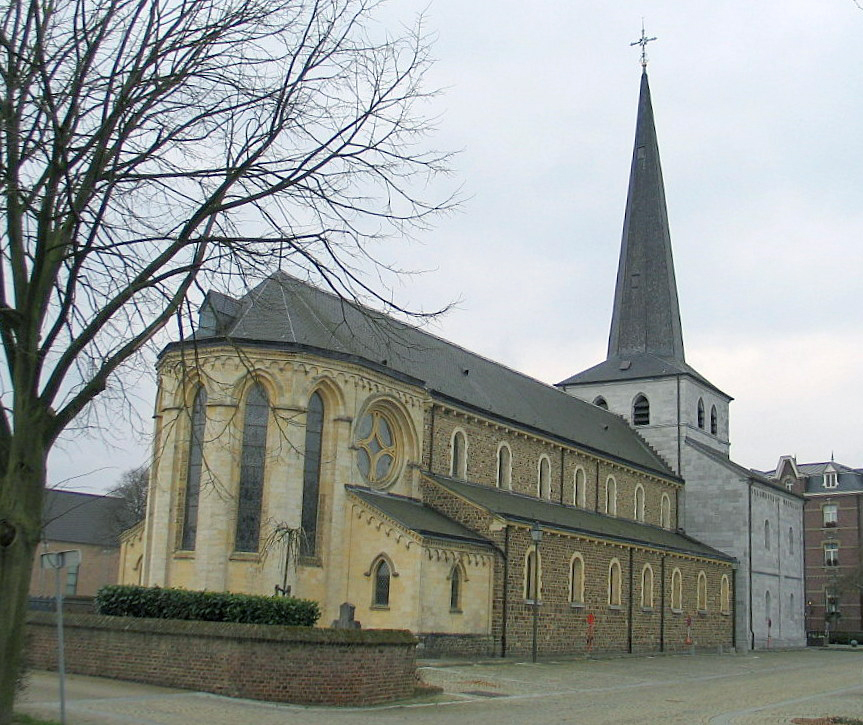
La Chiesa di Sant'Anna di Aldeneik, costruita sul luogo dove sorgeva il monastero di Herlindis

Il monastero venne distrutto dai vichinghi nel IX-X secolo e il terreno venne in seguito donato da Ottone I al Principato vescovile di Liegi, così da impedire che la nobiltà locale potesse prenderne il controllo. Sul luogo fu poi costruita la tuttora esistente Chiesa di Sant'Anna.